# Ramfis Trujillo Martínez

Ramfis Trujillo Martínez

Ramfis Leónidas Trujillo Martínez (* 5. Juni 1929; † 27. Dezember 1969) war ein dominikanischer Rennfahrer, Playboy, Militär und Politiker und Sohn des Diktators Rafael Trujillo.

## Leben

### Kindheit
Seine Mutter war Rafael Trujillos dritte Frau Angeles Martínez Alba, deren Eltern aus Spanien eingewandert waren. Bereits im Alter von 14 wurde ihm der militärische Rang eines Colonels verliehen, was er jedoch ausschließlich dem Einfluss seines Vaters zu verdanken hatte.

### Zeit in den USA
Ende der 1950er Jahre wurde er von seinem Vater zum U.S. Army’s Command and General Staff College Fort Leavenworth geschickt, dort schwänzte er jedoch lieber den Unterricht und versuchte mit seinem Freund, dem Rennfahrer Porfirio Rubirosa, eine Filmkarriere in Hollywood zu starten. Diese blieb aus, allerdings erwarb er den Ruf eines Playboys, unter anderem wurde ihm eine Affäre mit der damals bekannten Schauspielerin Kim Novak nachgesagt.

### Rückkehr und Exil in Europa
Das US-Army-College musste er schließlich ohne Abschluss verlassen. Daraufhin kehrte er in seine Heimat zurück, was seinen Vater, der versucht hatte, seinen Sohn nach seinem Ebenbild zu formen, so sehr erzürnte, dass dieser ihn in eine psychiatrische Klinik in Belgien einweisen ließ. Das Scheitern seiner Ehe und sein unrühmliches Verhalten in der Heimat (ihm wurden Vergewaltigungen und Morde nachgesagt) spielten bei dieser Entscheidung ebenfalls eine Rolle.
Nach seiner Entlassung aus der Psychiatrie ging er nach Paris, wo er die Schauspielerin Lita Milan heiratete, mit der er zwei weitere Kinder zeugte. Gleichzeitig setzte er sein Leben als Bonvivant ungebrochen fort.

### Tod des Vaters und Rückkehr
Am 30. Mai 1961 wurde der Diktator Trujillo ermordet. Sein Sohn kam, obwohl zeitweise als Mitverschwörer verdächtigt, nur wenige Tage später in Santo Domingo an, wo er die Rolle seines Vaters als inoffizieller Herrscher zunächst übernahm. Ende 1961 wurde der internationale Druck auf die Dominikanische Republik, u. a. durch US-Präsident John F. Kennedy, so groß, dass er das Land verlassen musste.

### Zweites Exil
Zusammen mit der Leiche seines Vaters, 4 Millionen US-Dollar und Diamanten aus der Staatskasse flüchtete er mit seinem Segelschiff Angelita, wurde aber gestellt. Jedoch erlaubte ihm Joaquín Balaguer, Präsident und langjähriger Erfüllungsgehilfe der Trujillos, ihm die Ausreise zusammen mit dem Leichnam des Vaters. Über Paris gelangte er nach Madrid, wo er in den Dunstkreis von Francisco Franco gelangte.

### Tod
1969 verunglückte er in seinem blauen zweitürigen Ferrari 330 GT, als er in ein entgegenkommendes Fahrzeug fuhr, dessen Fahrerin sofort starb. Trujillo selbst starb elf Tage später in einem Madrider Krankenhaus an einer Lungenentzündung.

## Familie
Mitte der 1950er Jahre heiratete er Octavia Ricard, mit der er sechs Kinder zeugte. Die Ehe wurde später geschieden. In zweiter Ehe war er mit Lita Milan verheiratet, mit der er zwei weitere Kinder hatte.